# Symphytum hajastanum
Symphytum hajastanum är en strävbladig växtart som beskrevs av Gviniashvili. Symphytum hajastanum ingår i släktet vallörter, och familjen strävbladiga växter. Inga underarter finns listade i Catalogue of Life.